# 拉沙佩勒德马多尔
拉沙佩勒德马多尔（法語：La Chapelle-de-Mardore，法語發音：[la ʃapɛl də maʁdɔʁ]）是法国罗讷省的一个旧市镇，属于索恩河畔自由城区。2013年，拉沙佩勒德马多尔与临近的4个市镇合并为新市镇蒂济莱布尔。

## 地理
拉沙佩勒德马多尔（46°3'10"N, 4°21'21"E）面积5.79 平方千米，位于法国奥弗涅-罗讷-阿尔卑斯大区罗讷省，该省份为法国中东部省份，北起顺时针与索恩-卢瓦尔省、安省、里昂大都会、伊泽尔省和卢瓦尔省接壤。
与拉沙佩勒德马多尔接壤的市镇（或旧市镇、城区）包括：马多尔。

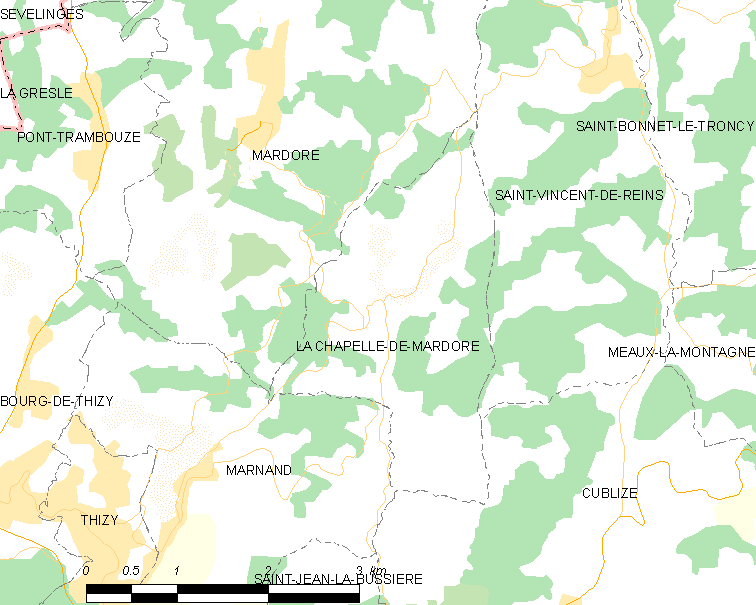
拉沙佩勒德马多尔的OSM定位图

拉沙佩勒德马多尔的时区为UTC+01:00、UTC+02:00（夏令时）。

## 行政
拉沙佩勒德马多尔的邮政编码为69240，INSEE市镇编码为69041。

## 政治
拉沙佩勒德马多尔所属的省级选区为。

## 人口

1962-2008年间拉沙佩勒德马多尔人口变化图示

拉沙佩勒德马多尔于2018年1月1日时的人口数量为222人。